# Sture Andersson (cyklist)
Sture Andersson, född den 21 januari 1916, död 2007, var en svensk landsvägscyklist som vann tre svenska mästerskapstitlar: Mälaren runt 1941 och 1942, samt 150 km 1943. Han tävlade för Landskrona cykelklubb, tilldelades Rundturens guldmedalj 1940, erhöll Stora Grabbars märke 1943 och mottog Landskrona idrottsföreningars guldmedalj 1947.
Andersson skulle ha deltagit i VM 1939 (som skulle köras i Milano), men andra världskrigets utbrott kom emellan.
Mot slutet av idrottskarriären öppnade Stue Andersson en sport- och cykelbutik i Landskrona. Hans son, Sten Andersson, blev även han cyklist (tredubbel SM-vinnare - individuellt tempolopp 1971-1973) och senare också cykelhandlare.